# Distretti elettorali dell'Islanda

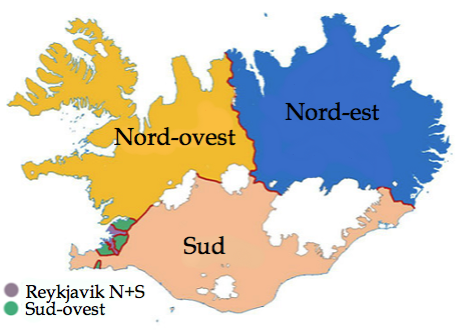
Gli odierni distretti elettorali

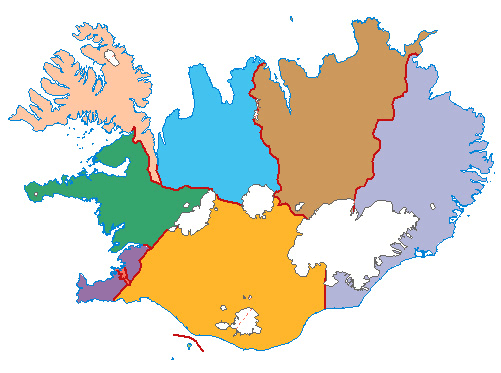
I vecchi distretti elettorali, ora giurisdizionali (regioni)

L'Islanda è divisa in 6 distretti elettorali per la selezione dei rappresentanti all'Alþingi (parlamento). La divisione corrente fu stabilita da un emendamento costituzionale del 1999 teso a bilanciare il peso delle diverse aree del paese dove alcune aree rurali poco abitate avevano peso maggiore della stessa capitale. La nuova divisione comprende tre distretti rurali (NO, NE e S) e tre urbani (RN, RS e SO). Lo sbilanciamento di voti fra città e campagna esiste ancora ma una proposta di cambiamento della legge elettorale prevede misure di compensazione a favore dei distretti più popolosi (come il SO) rispetto a quelli rurali (come il NO) a seconda del numero dei voti dei candidati a un seggio parlamentare.
I distretti con il numero dei rispettivi rappresentanti (tot. 63) sono:
- Reykjavík Nord: Reykjavíkurkjördæmi norður (11)
- Reykjavík Sud: Reykjavíkurkjördæmi suður (11)
- Nord-ovest: Norðvesturkjördæmi (10)
- Nord-est: Norðausturkjördæmi (10)
- Sud: Suðurkjördæmi (10)
- Sud-ovest: Suðvesturkjördæmi (11)